# Anomobryum laceratum
Anomobryum laceratum là một loài Rêu trong họ Bryaceae. Loài này được (Besch.) Broth. mô tả khoa học đầu tiên năm 1903.